# Helicochetus pococki
Helicochetus pococki är en mångfotingart som först beskrevs av Carl 1909.  Helicochetus pococki ingår i släktet Helicochetus och familjen Odontopygidae. Inga underarter finns listade i Catalogue of Life.